# پنتافلوئورواتیل یدید
پنتافلوئورواتیل یدید (به انگلیسی: Pentafluoroethyl iodide) یک ترکیب شیمیایی با شناسه پاب‌کم ۹۶۳۶ است. که جرم مولی آن ۲۴۵٫۹۱۸ g/mol می‌باشد. 